# Hibiki Ōtsuki
Hibiki Ōtsuki (en japonés: 大槻 ひびき) (Otaru, Hokkaidō; 21 de febrero de 1988) es una actriz pornográfica y AV Idol, modelo erótica, gravure idol y actriz de doblaje (seiyū) japonesa. Activa desde 2008, Otsuki se convirtió en una de las artistas más reconocidas y prolíficas de la industria audiovisual con más de 1700 apariciones audiovisuales acreditadas. Actualmente representada por la agencia T-Powers, también es miembro del grupo de idols femenino T ♡ Project.

## Biografía
Natural de la prefectura de Hokkaido, donde nació en febrero de 1988, se inició en la industria del audiovisual en julio de 2008, debutando tres meses más tarde, en octubre, en la producción amateur nanpa titulada Gyaruma Nanpahame MAX 2, y teniendo su primera aparición como AV Idol acreditada en Dirty Amateur Series - Sweating When On Camera Hibiki Otsuki, lanzado el 17 de octubre de 2008 bajo el sello Ran Maru. Durante sus primeros años en la industria, Otsuki fue clasificada como "actriz de proyecto" (kikaku joyū), sin contrato en exclusiva con una importante agencia de talentos AV o estudio, lo que la dejaba con la libertad de trabajar con pequeñas compañías de producción independientes o interpretar papeles pequeños y, a veces, incluso sin acreditar en producciones de conjunto.
La propia Otsuki comentó que sus primeros años fueron "difíciles", ya que luchaba por encontrar buenos papeles y, a menudo, contemplaba la repentina "jubilación" como AV del sector. En una entrevista, dijo que siguió adelante principalmente gracias al estímulo de su pequeña pero leal base de fans y su propia determinación de llegar a la cima de la industria. Eventualmente logró trabajar con compañías de AV más conocidas como Wanz Factory o REAL Works. Originalmente tenía un estilo gyaru, con cabello teñido de rubio castaño, piel bronceada y mucho maquillaje, pero a finales de 2011 comenzó a cambiar a una apariencia más natural con cabello negro brillante y menos maquillaje.
La consistencia, la ética de trabajo, el profesionalismo y la voluntad de Otsuki de no rehuir el lado más extremo de la industria le llevaron a ganarse un hueco de popularidad y aclamación en la industria, llegando en 2012 a trabajar con los estudios pornográficos más destacados de Japón, como Moodyz y Soft On Demand. En 2013 ganó dos premios en los Adult Broadcasting Awards, quedando así mismo en el cuarto lugar como Mejor actriz en el Pink Film Award. En 2014, Otsuki se convirtió en uno de los artistas más confiables y aclamadas de la industria, colaborando con famosas actrices y AV Idols como Ayu Sakurai, Saki Hatsumi, Ai Uehara o Ayaka Tomoda, entre otras. En 2014 también debutó en el V-Cinema con el thriller de acción Assassin Maria.
En 2015 apareció como ella misma en el videojuego Yakuza 0, aportando su voz y físico para el personaje.
El 13 de mayo de 2016 ganó el premio a la Mejor actriz en los DMM Adult Awards, lo que fue un importante punto de inflexión que la motivó a continuar su carrera audiovisual. En agosto de ese mismo año, junto con Yui Hatano y Ruka Kanae, se convirtió en miembro de T ♡ Project, un grupo de Idols especializado en canciones de anime y Vocaloid.